# Ruy Díaz de Isla

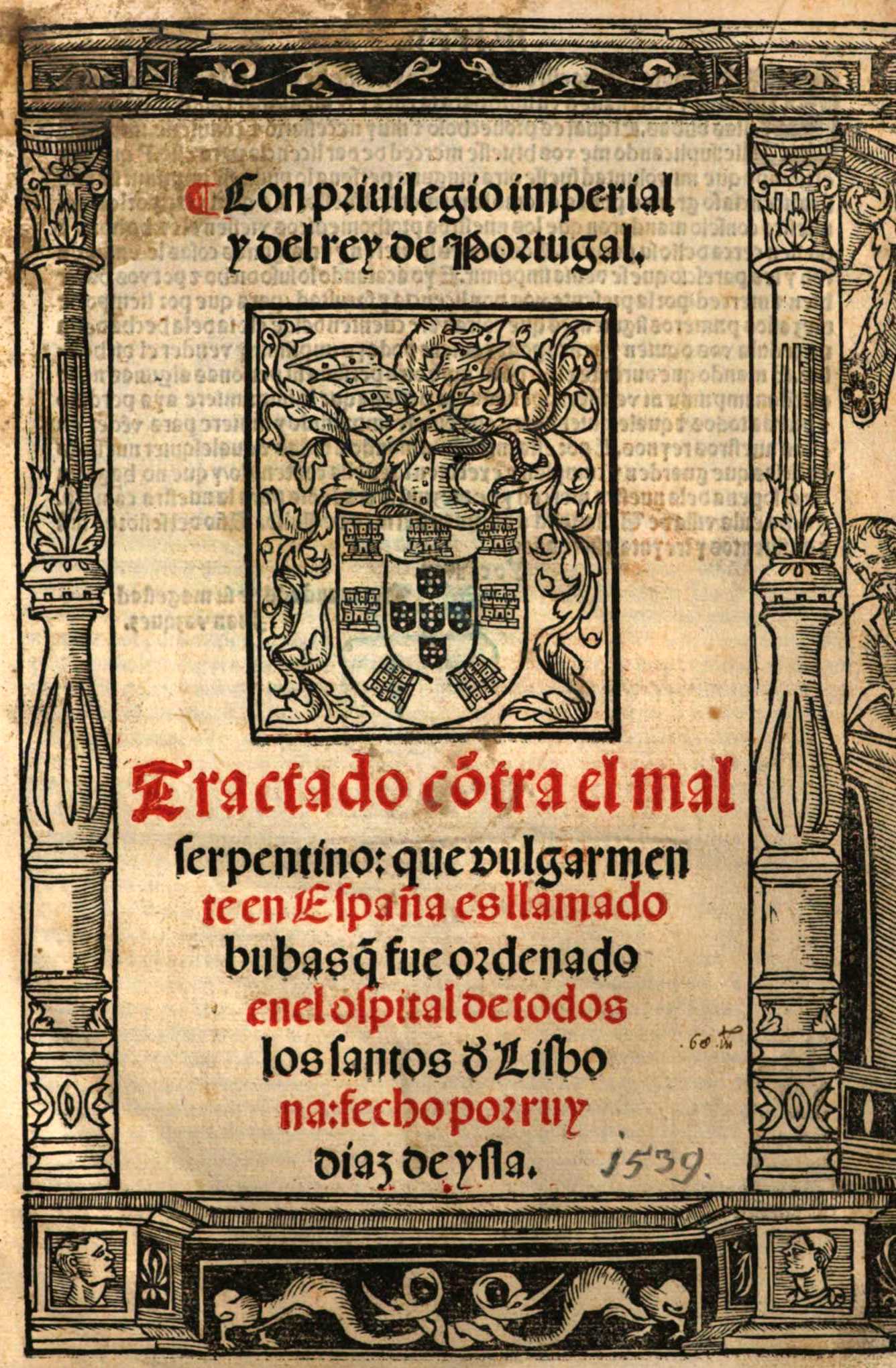
Portada del Tratado contra el mal serpentino

Ruy Díaz de Isla fue un médico castellano conocido por su obra Tratado contra el mal serpentino, que versa sobre la sífilis.

## Biografía
Nació en Baeza en una fecha desconocida, que Francesc Bujosa Homar calcula entre 1465 y 1470 y María Dolores Rincón González, posterior a 1470. En 1493 ejercía la medicina en Barcelona, donde él situó el primer brote europeo de sífilis, tras el retorno de Cristóbal Colón. Posteriormente vivió en Lisboa y dirigió el Hospital Real de Todos os Santos —primer centro europeo establecido para el tratamiento de los sifilíticos— durante al menos dos épocas distintas. También fue médico personal de los reyes de Portugal. Residía en Sevilla cuando se publicaron la primera edición y la segunda (fechada en 1542) de su Tratado contra el mal serpentino, dedicado a Juan III de Portugal. Esta obra fue, según Germán Somolinos d'Ardois, muy citada en México y usada desde antiguo para apoyar el origen americano de la sífilis. Murió en una fecha y lugar desconocidos después de 1542.